# Górzysty obszar Abukuma
Górzysty obszar Abukuma (jap. 阿武隈高地 Abukuma-kōchi) – łagodny obszar relatywnie niskich gór w Japonii, we wschodniej części wyspy Honsiu (Honshū), położony prawie całkowicie na terenie prefektury Fukushima, rozciągający się południkowo na długości ponad 170 km wzdłuż wybrzeża Oceanu Spokojnego, od południowej granicy prefektury Miyagi (rzeka Abukuma) do północnej granicy prefektury Ibaraki (rzeka Kuji). 

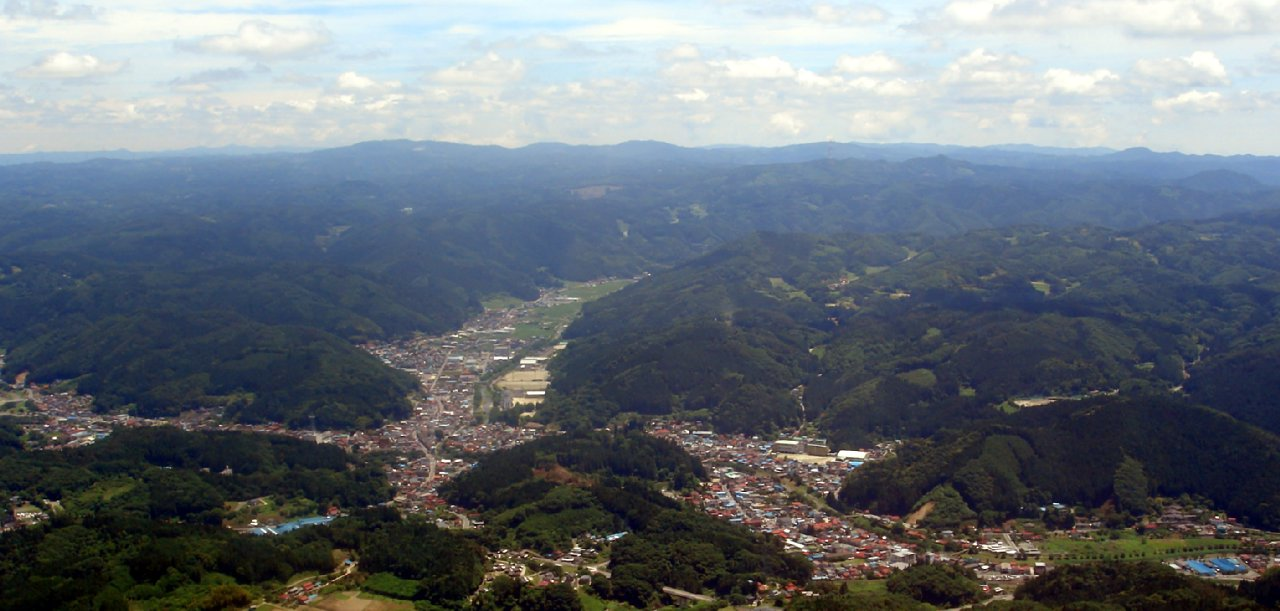
Widok na obszar Abukuma i miasto Ishikawa

Obszar Abukumy reprezentuje niemal w całości wydźwigniętą, a następnie rozdzieloną, w wyniku działalności sejsmicznej i erozyjnej, peneplenę. Zbudowany jest głównie ze skał granitowych, w mniejszym stopniu z łupków, piaskowców i wapieni. 
Najwyższy szczyt, Ōtakine-yama, osiąga wysokość 1193 m n.p.m. Występują lasy dębowo-kasztanowe i bukowe. We wschodniej części znajduje się zagłębie węglowe Jōban.